# Sebastiano Folli
Sebastiano Folli (1568-1621) fue un pintor italiano de finales del Renacimiento. Fue alumno de Alessandro Casolano y nativo de Siena.  Se distinguió por varios frescos que realizó para las iglesias de Siena, en particular la cúpula de Santa Marta, y algunos temas de la Vida de San Sebastián, en la iglesia de ese santo, pintados en competencia con Rutilio Manetti, a cuyos cuadros no son de ninguna manera inferiores. Visitó Roma y trabajó en algunas obras importantes para el Cardenal de Medici, luego León XI.  Murió en 1621. 

## Trabajos

### En Siena
- Basílica de Santo Domingo
  - Matrimonio místico de Santa Catalina de Alejandría (1609)
- Casa Mensini, Siena:
  - Cuatro Evangelistas (1619), fresco
  - Gloria yTriunfo de Santa Lucía (1612), fresco
- Iglesia de San Pietro a Ovile:
  - Familia de Jesús y San Juan (1614)
- Iglesia de San Raimundo del Refugio:[1]
  - Jesús devuelve el vestido del pobre a Santa Catalina
  - Santa Catalina de Siena da su abrigo a los pobres
- San Sebastián, Siena:
  - Gloria de San Sebastián con la Virtud y Ángeles (1606)
- Convento de Santa Marta:
  - Santa Cecilia jugando (1615), en colaboración con Pietro Sorri
- Convento de la Sperandie (Monasterio de los Trafisse):
  - Inmaculada y santo (1605)
  - Adoración de los pastores (1605), fresco
  - Anunciación(1605), fresco
  - Visitación (1605), fresco
- Santa Ana y San Onofrio
  - Muerte de San Onofrio
- Palazzo Piccolomini alla Postierla (Quattro Cantoni):
  - Visión de San Sabino (c. 1617)
- Palacio Comunal
  - El Emperador Carlos V Renovando los privilegios universitarios en Siena (Council Hall, v. 1598)
  - Virgen en Gloria (new council hall)
  - Madonna y niño con ángeles (third hall)
  - Madonna del Rosario (third hall, v. 1606)
  - Martirio de San Sebastian (third hall, v. 1606)
- Pinacoteca Nacional de Siena:
  - Madona y niño con San Sabino (1612), 35th hall
- Santuario de Santa Catalina, Oratorio della Tintoria, frescos (1607)
  - Misión de Catalina para el papa Gregorio XI en Aviñón
  - Catalina propicia la reconciliación con los florentinos.
  - El regreso de Catalina a Florencia
- Santa Maria della Scala:
  - Santa Catalina de Siena (c. 1610)

### En otros lugares
- Piedad y Santos, iglesia de la Santa Cruz, Abadía de San Salvatore [2]
- Madonna y el niño dándole las llaves a San Pedro, iglesia de San Biagio, Castiglione d'Orcia
- Anunciación ( Anunciación ), Museo Comunal de Lucignano, primer salón, Lucignano[3]
- Martirio de Santa Catalina  de Alejandría Santa Caterina delle Ruote (1607), Radicondoli[4]